# Chalcosoma
Chalcosoma là một chi kiến vương đặc hữu ở Đông Nam Á. Chúng được gọi là kiến vương ba sừng vì sừng của chúng giống như chiếc đinh ba.

## Các loài[1]
- Chalcosoma atlas
- Chalcosoma chiron
- Chalcosoma moellenkampi
- Chalcosoma engganensis